# Krupá (stacja kolejowa)
Krupá – stacja kolejowa w miejscowości Krupá, w kraju środkowoczeskim, w Czechach. Znajduje się na wysokości 430 m n.p.m.
Na stacji nie ma możliwości zakupu biletów, a obsługa podróżnych odbywa się w pociągu. 

## Linie kolejowe
- 124 Lužná u Rakovníka - Žatec - Chomutov
- 125 Krupá - Kolešovice